# Diospyros greshoffiana
Diospyros greshoffiana är en tvåhjärtbladig växtart som beskrevs av Sijfert Hendrik Koorders och Bakh. Diospyros greshoffiana ingår i släktet Diospyros och familjen Ebenaceae. Inga underarter finns listade i Catalogue of Life.